# Hipercano
Um hipercano é uma classe hipotética de ciclone tropical extremo que pode se formar se a temperatura do oceano atingir 50 °C (122 °F), que é 15°C (27°F) maior do que a temperatura mais quente do oceano já registrada. Tal aumento poderia ser causado por um grande impacto de asteróide ou cometa, uma grande erupção supervulcânica, um grande basalto de inundação submarino ou um extenso aquecimento global . Há alguma especulação de que uma série de hipercanos resultantes do impacto de um grande asteróide ou cometa contribuiu para o desaparecimento dos dinossauros não-aviários. A hipótese foi criada por Kerry Emanuel, do MIT, que também cunhou o termo.

## Descrição

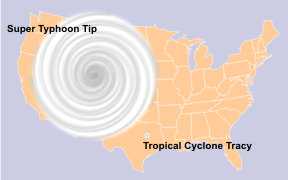
Os tamanhos relativos do Tufão Tip, do Ciclone Tracy e dos Estados Unidos.

para formar um hipercano, de acordo com o modelo hipotético de Emanuel, a temperatura do oceano teria que ser pelo menos 49°C (120°F). Uma diferença crítica entre um furacão e os furacões atuais é que um hipercano se estenderia até a estratosfera superior, ao passo que os furacões atuais estendem-se apenas à estratosfera mais baixa.
Hipercanos teriam velocidades de vento de mais de 800 quilômetros por hora (500 mph) (800km/h), e também teria uma pressão central de menos de 70 kPa (700 milibares), dando-lhes uma enorme expectativa de vida. Para comparação, a segunda maior e mais intensa tormenta já registrada foi a tufão Tip, de 1979, com uma velocidade de 305 quilômetros por hora (190 mph)  e pressão central de 87 kilopascals (26 inHg) (870 milibares). Tal tempestade seria quase oito vezes mais poderosa que o furacão Patricia, a tempestade com a maior velocidade do vento registrada.
As condições extremas necessárias para criar um hipercano poderiam produzir um sistema até o tamanho da América do Norte, criando tempestades de 18 metros (59 pé) e um olho de quase 300 quilômetros (190 mi) do outro lado. As águas poderiam permanecer quentes bastante por semanas, permitindo que mais hipercanos fossem formados. Nuvens de um hipercano atingiriam 30 quilômetros (19 mi) para 40 quilômetros (25 mi) na estratosfera . Uma tempestade tão intensa também danificaria o ozônio da Terra. As moléculas de água na estratosfera iria reagir com ozônio para acelerar a decomposição em O2 e reduzir a absorção de luz ultravioleta .

## Mecanismo
Um furacão funciona como um motor de calor Carnot alimentado pela diferença de temperatura entre o mar e a camada mais alta da troposfera. Quando o ar é atraído em direção ao olho, ele adquire calor latente da água do mar evaporada, que é então liberada como calor sensível durante a ascensão dentro da parede do olho e irradiada no topo do sistema de tempestades. A entrada de energia é equilibrada pela dissipação de energia em uma camada limite turbulenta perto da superfície, o que leva a um equilíbrio no balanço de energia.  
no entanto, no modelo de Emanuel, se a diferença de temperatura entre o mar e o topo da troposfera for muito grande, não há solução para a equação de equilíbrio. À medida que mais ar é absorvido, o calor liberado reduz ainda mais a pressão central, atraindo mais calor em um feedback positivo descontrolado. O limite real para a intensidade do hipercano depende de outros fatores de dissipação de energia que são incertos: se o influxo cessa de ser isotérmico, se ondas de choque se formarão no fluxo ao redor do olho ou se ocorrerá ruptura turbulenta do vórtice.